# Pohár AFC
Pohár AFC (anglicky: AFC Cup) je každý rok konající se fotbalová soutěž pořádaná asijskou konfederací AFC pro kluby z méně kvalitních asijských soutěží. Soutěž vznikla v roce 2004. V roce 2014 byla soutěž sloučena s Prezidentským pohárem AFC, který byl určen pro nejhorší národní federace dle kritérií AFC.
Poháru AFC se neúčastní týmy ze všech členských zemí AFC, ale pouze kluby z lig, které nesplňují kritéria stanovená AFC. Plnění kritérií se bodově ohodnotí a AFC každoročně podle nich sestavuje žebříček. Zbývající členské země, které splňují stanovené kritéria, se zúčastňují Ligy mistrů AFC.

## Jednotlivé finále
Zdroj: 
| Sezóna           | Stadion                        | Vítěz                 | Skóre          | Finalista           |
| ---------------- | ------------------------------ | --------------------- | -------------- | ------------------- |
| 2004 Podrobnosti | Abbasiyyin Stadium, Damašek    | Al-Jaish SC           | 3:2            | Al-Wahda SC         |
| 2004 Podrobnosti | Abbasiyyin Stadium, Damašek    | Al-Jaish SC           | 0:1            | Al-Wahda SC         |
| 2005 Podrobnosti | Amman Stadium, Ammán           | Al-Faisaly SC         | 1:0            | Nejmeh SC           |
| 2005 Podrobnosti | Al Manara Stadium, Bejrút      | Al-Faisaly SC         | 3:2            | Nejmeh SC           |
| 2006 Podrobnosti | Amman Stadium, Ammán           | Al-Faisaly SC         | 3:0            | Al-Muharraq SC      |
| 2006 Podrobnosti | Národní stadion, Riffa         | Al-Faisaly SC         | 2:4            | Al-Muharraq SC      |
| 2007 Podrobnosti | Amman Stadium, Ammán           | Shabab Al-Ordon Club  | 1:0            | Al-Faisaly SC       |
| 2007 Podrobnosti | Amman Stadium, Ammán           | Shabab Al-Ordon Club  | 1:1            | Al-Faisaly SC       |
| 2008 Podrobnosti | Národní stadion, Riffa         | Al-Muharraq SC        | 5:1            | Al-Safa’ SC         |
| 2008 Podrobnosti | Sports City Stadium, Bejrút    | Al-Muharraq SC        | 5:4            | Al-Safa’ SC         |
| 2009 Podrobnosti | Al Kuwait Stadium, Kuvajt      | Kuwait SC             | 2:1            | Al-Karama SC        |
| 2010 Podrobnosti | Jaber Al-Ahmad Stadium, Kuvajt | Al-Ittihad SC Aleppo  | 1:1 (4:2 pen.) | Qadsia SC           |
| 2011 Podrobnosti | Markaziy Stadium , Qarshi      | Nasaf Qarshi FK       | 2:1            | Kuwait SC           |
| 2012 Podrobnosti | Franso Hariri Stadium, Arbíl   | Kuwait SC             | 4:0            | Erbil SC            |
| 2013 Podrobnosti | Al-Sadaqua Stadium, Kuvajt     | Kuwait SC             | 2:0            | Qadsia SC           |
| 2014 Podrobnosti | Al Maktoum Stadium, Dubaj      | Qadsia SC             | 0:0 (4:2 pen.) | Erbil SC            |
| 2015 Podrobnosti | Pamir Stadium, Dušanbe         | Johor Darul Ta’zim FC | 1:0            | FK Istiklol Dušanbe |
| 2016 Podrobnosti | Suheim Bin Hamad Stadium, Doha | Al-Quwa Al-Jawiya     | 1:0            | Bengaluru FC        |
| 2017 Podrobnosti | Hisor Central Stadium, Hisor   | Al-Quwa Al-Jawiya     | 1:0            | FK Istiklol Dušanbe |
| 2018 Podrobnosti | Basra Sports City, Basra       | Al-Quwa Al-Jawiya     | 2:0            | Altyn Asyr FK       |

## Kluby podle počtu účastí ve finále
Zdroj: 
| Klub                  | Vítězství | První finálové vítězství | Poslední finálové vítězství | Finalista | Poslední finálová prohra | Celková finálová účast |
| --------------------- | --------- | ------------------------ | --------------------------- | --------- | ------------------------ | ---------------------- |
| Kuwait SC             | 3         | 2009                     | 2013                        | 1         | 2011                     | 4                      |
| Al-Quwa Al-Jawiya     | 3         | 2016                     | 2018                        | 0         | –                        | 3                      |
| Al-Faisaly SC         | 2         | 2005                     | 2006                        | 1         | 2007                     | 3                      |
| Qadsia SC             | 1         | 2014                     | 2014                        | 2         | 2013                     | 3                      |
| Al-Muharraq SC        | 1         | 2008                     | 2008                        | 1         | 2006                     | 2                      |
| Al-Jaish SC           | 1         | 2004                     | 2004                        | 0         | –                        | 1                      |
| Shabab Al-Ordon Club  | 1         | 2007                     | 2007                        | 0         | –                        | 1                      |
| Al-Ittihad SC Aleppo  | 1         | 2010                     | 2010                        | 0         | –                        | 1                      |
| Nasaf Qarshi FK       | 1         | 2011                     | 2011                        | 0         | –                        | 1                      |
| Johor Darul Ta’zim FC | 1         | 2015                     | 2015                        | 0         | –                        | 1                      |
| Erbil SC              | 0         |                          |                             | 2         | 2014                     | 2                      |
| FK Istiklol Dušanbe   | 0         |                          |                             | 2         | 2017                     | 2                      |
| Al-Wahda SC           | 0         |                          |                             | 1         | 2004                     | 1                      |
| Nejmeh SC             | 0         |                          |                             | 1         | 2005                     | 1                      |
| Al-Safa’ SC           | 0         |                          |                             | 1         | 2008                     | 1                      |
| Al-Karama SC          | 0         |                          |                             | 1         | 2009                     | 1                      |
| Bengaluru FC          | 0         |                          |                             | 1         | 2016                     | 1                      |
| Altyn Asyr FK         | 0         |                          |                             | 1         | 2018                     | 1                      |

## Federace podle počtu účastí ve finále
Zdroj: 
| Federace     | Vítězství | První finálové vítězství | Poslední finálové vítězství | Finalista | Poslední finálová prohra | Celková finálová účast |
| ------------ | --------- | ------------------------ | --------------------------- | --------- | ------------------------ | ---------------------- |
| Kuvajt       | 4         | 2009                     | 2014                        | 3         | 2013                     | 7                      |
| Irák         | 3         | 2016                     | 2018                        | 2         | 2014                     | 5                      |
| Jordánsko    | 3         | 2005                     | 2007                        | 1         | 2007                     | 4                      |
| Sýrie        | 2         | 2004                     | 2010                        | 2         | 2009                     | 4                      |
| Bahrajn      | 1         | 2008                     | 2008                        | 1         | 2006                     | 2                      |
| Uzbekistán   | 1         | 2011                     | 2011                        | 0         | –                        | 1                      |
| Malajsie     | 1         | 2015                     | 2015                        | 0         | –                        | 1                      |
| Libanon      | 0         |                          |                             | 2         | 2008                     | 2                      |
| Tádžikistán  | 0         |                          |                             | 2         | 2017                     | 2                      |
| Indie        | 0         |                          |                             | 1         | 2016                     | 1                      |
| Turkmenistán | 0         |                          |                             | 1         | 2018                     | 1                      |